# Kaplica św. Ducha w Pyrzycach
Kaplica świętego Ducha w Pyrzycach – jeden z rejestrowanych zabytków Pyrzyc, miasta w województwie zachodniopomorskim.
Została wybudowana z kostki granitowej zapewne w końcu XIII wieku. Dawniej przylegał do niej szpital. Na początku XV wieku została przebudowana, kolejne przebudowy miały miejsce w XVIII i XIX wieku. W 1945 roku budowla uległa zniszczeniu. W latach 1967–1969 kaplicę odbudowano dla potrzeb biblioteki publicznej. Na elewacji północnej zachował się portal w stylu gotyckim oraz kilka detali m.in. fryz zbudowany z rozetek, oraz płaskorzeźby z sylwetkami zwierząt.
Od sierpnia 2013 roku w kaplicy mieści się Dział Tradycji – „Muzeum Ziemi Pyrzyckiej” Pyrzyckiej Biblioteki Publicznej. Można w nim zobaczyć zbiory związane z historią Ziemi Pyrzyckiej.